# دون روس (لاعب كرة قاعدة)
دون روس (بالإنجليزية: Don Ross)‏ هو لاعب كرة قاعدة أمريكي، ولد في 16 يوليو 1914 في باسادينا في الولايات المتحدة، وتوفي في 28 مارس 1996 في أركاديا في الولايات المتحدة.

## وصلات خارجية
- دون روس على موقعبيزبول رفرنس.كوم (الدوري الرئيسي) (الإنجليزية)
- دون روس على موقعبيزبول رفرنس.كوم (الدوري الثانوي) (الإنجليزية)